# Interview Project Germany
Interview Project Germany ist ein Dokumentationsfilm-Projekt, welches in Deutschland 2010 produziert wurde. Im Jahr 2011 wurden die Episoden in kurzen zeitlichen Abständen im Internet ausgestrahlt. Vorbild hierfür war der mit zwei Webby Awards ausgezeichnete Internet-Dokumentarfilm-„David Lynch.com presents Interview Project“ von 2009.

## Idee
„David Lynch presents Interview Project Germany“ (IPG) ist eine Reise kreuz und quer durch Deutschland, zwei Jahrzehnte nach der Wende. Es ist keine Dokumentarreihe nach festgelegtem Drehbuch, mit vorab ausgesuchten Personen – die Zufälligkeit der Begegnung und unmittelbare Authentizität stehen hier im Fokus der fünf- bis siebenminütigen Episoden. Fünfzig Menschen, die der IPG Filmcrew auf der Straße, im Vorgarten oder vorm Supermarkt begegnet sind, wurden in ihrer natürlichen Umgebung zu ihrem Leben befragt. Es sind Menschen von 19 bis 93 Jahren, die das Team überall in der Republik, vor allem auch jenseits der großen Metropolen gefunden hat. Viele von ihnen haben ihr Leben so noch nie erzählt – vom Lebensglück, von plötzlichen Wendungen und lebenslanger Suche, vom Scheitern und Wiederaufstehen, von Sehnsucht und Liebe, Glaube und Hoffnung. Co-Produzent David Lynch stellt alle 50 Porträts auf der IPG Website vor. Wie in den USA zeichnen Austin Lynch und Jason S. für Regie und Kameraführung bei dem Interview Project Germany verantwortlich. „Es hieß immer, die Deutschen seien in Gesprächen über ihr Leben bei Weitem nicht so aufgeschlossen wie die Amerikaner- doch die Menschen waren erstaunlich offen und ehrlich vor unseren Kameras. Auch verstehen wir nun die Kultur, des uns bisher unbekannten Landes, viel besser.“ so Austin Lynch und Jason S.

### Episoden
| Episode | Protagonisten     | Publiziert     | Aufnahmeort                     |
| ------- | ----------------- | -------------- | ------------------------------- |
| 001     | Luci Lehmann      | 10. März 2011  | Teschow                         |
| 002     | Klaus Münstermann | 14. März 2011  | Neubukow                        |
| 003     | Glenn Gressmann   | 17. März 2011  | Lübeck                          |
| 004     | Klaus             | 21. März 2011  | Rümpel                          |
| 005     | Betty Wulf        | 24. März 2011  | Holm                            |
| 006     | Edelgard          | 28. März 2011  | Glückstadt                      |
| 007     | Nadine            | 31. März 2011  | Schwichteler                    |
| 008     | Josef             | 4. April 2011  | Cappeln (Oldenburg)             |
| 009     | Alfred            | 7. April 2011  | Steinfeld                       |
| 010     | Willi             | 11. April 2011 | Bad Oeynhausen                  |
| 011     | Slim              | 14. April 2011 | Sehnde                          |
| 012     | Jörg              | 18. April 2011 | Salzgitter-Bad                  |
| 013     | Bettina           | 21. April 2011 | Clausthal                       |
| 014     | Robin             | 25. April 2011 | Zell am Main                    |
| 015     | Kurt Adler        | 28. April 2011 | Bettingen (bei Wertheim)        |
| 016     | Jürgen            | 2. Mai 2011    | Wertheim (am Main)              |
| 017     | Robert Roth       | 9. Mai 2011    | Waldenhausen (bei Wertheim)     |
| 018     | Elizabeth         | 16. Mai 2011   | Neuhausen                       |
| 019     | Karl              | 23. Mai 2011   | Buchenbach                      |
| 020     | Bernd             | 30. Mai 2011   | Hausen vor dem Wald             |
| 021     | Lilli             | 6. Juni 2011   | Friedrichshafen                 |
| 022     | Neriman           | 13. Juni 2011  | Lindau                          |
| 023     | Christoph         | 20. Juni 2011  | München                         |
| 024     | Katharina         | 27. Juni 2011  | München                         |
| 025     | Juliane           | 4. Juli 2011   | Kläham                          |
| 026     | Eckhard           | 11. Juni 2011  | Regensburg                      |
| 027     | Stefan            |                | Regensburg                      |
| 028     | Liridona          |                | Regensburg                      |
| 029     | Christine         |                | Regensburg                      |
| 030     | Maik              |                | Regenstauf                      |
| 031     | Andrea            |                | Burglengenfeld                  |
| 032     | Jakob             |                | Dietldorf                       |
| 033     | Anneliese         |                | Hennethal                       |
| 034     | Hans-Dieter       |                | Brüggen (Kerpen)                |
| 035     | Franz-Josef       |                | Kerpen                          |
| 036     | Siegfried         |                | Allagen (Warstein)              |
| 037     | Fadilj            |                | Warstein                        |
| 038     | Joachim           |                | Kassel                          |
| 039     | Erwin H.          |                | Krebeck                         |
| 040     | Heidemarie        |                | Nordhausen                      |
| 041     | Fritz             |                | Halle (Saale)                   |
| 042     | Heiko             |                | Leipzig                         |
| 043     | Franziska         |                | Chemnitz                        |
| 044     | Nicole            |                | Chemnitz                        |
| 045     | Maximilian        |                | Chemnitz                        |
| 046     | Denni             |                | Cottbus                         |
| 047     | Soni              |                | Potsdam                         |
| 048     | Margot            |                | Potsdam                         |
| 049     | Michael           |                | Berlin-Schöneberg               |
| 050     | Mario             |                | Berlin-Kreuzberg/Görlitzer Park |

## Ausstrahlung
IPG wurde, wie bereits das Vorbild aus den USA, als Online-Medium konzipiert und ist frei aufrufbar.

## Auszeichnungen
- 2011: Lovie Award[2][3]